# Palmerín de Oliva
Palmerín de Oliva es un libro de caballerías español, primero de la serie de los Palmerines, publicado por primera vez en Salamanca en 1511, con el título de El libro del famoso y muy esforzado caballero Palmerín de Olivia. Según indica su continuación Primaleón, su autor fue Francisco Vázquez, vecino de Ciudad Rodrigo, aunque otros han atribuido su composición a "una señora Augustobrica" y a Juan Augur de Transmiera.
La obra relata las aventuras y amores de Palmerín de Oliva (Olivia según la primera edición), hijo extramatrimonial del príncipe Florendos de Macedonia con la princesa Griana, hija del emperador de Constantinopla, a la que su padre casa después con el príncipe Tarisio, hijo del rey de Hungría. El niño recibe ese nombre porque es hallado a poco de nacer entre palmas y olivas, en una montaña llamada Oliva, por un colmenero llamado Gerardo, que lo cría. Enterado por Diofena, mujer de Gerardo, de las circunstancias del hallazgo, el joven Palmerín parte a Macedonia, donde su padre Florendos, sin conocer su identidad, lo arma caballero. Tras acabar varias aventuras en la montaña Artifaria, se enamora de la bellísima princesa Polinarda, hija del emperador de Alemania, y se desposa secretamente con ella. Después corre diversas aventuras en Babilonia, alternadas con algún que otro episodio amoroso, y finalmente se casa con Polinarda y asciende al trono imperial de Constantinopla.
En comparación con otros libros de caballerías, el libro tiene una acción bastante ágil, resulta ameno e incluso no le faltan apreciables destellos de humor, a pesar de lo cual fue acerbamente censurado por Miguel de Cervantes en el escrutinio de la biblioteca de Don Quijote y condenado a las llamas.
Palmerín de Oliva tuvo en su tiempo una considerable popularidad, como lo indica el gran número de reimpresiones de que fue objeto: Salamanca (1516), Sevilla (1525, 1536, 1540, 1547, 1553), Venecia (1526 y 1534), Toledo (1555 y 1580) y Medina del Campo (1562). También se tradujo a varios idiomas. Además, fue continuado, al parecer por el propio Vázquez, en Primaleón (1512), y así nació el llamado ciclo de los Palmerines, que entre España, Portugal e Italia llegó a alcanzar un total de catorce libros impresos y un libro manuscrito:

## Palmerines castellanos
En España, el ciclo de los Palmerines contó con tres obras:
1) Palmerín de Oliva (impreso en 1511), de Francisco Vázquez.
2) Primaleón (impreso en 1512), de Francisco Vázquez. Narra las aventuras de Primaleón, hijo de Palmerín de Oliva y su esposa Polinarda.
3) Platir (impreso en 1533), de autor anónimo, aunque es posible que haya sido escrito por Francisco de Enciso Zárate. Narra las aventuras de Platir, hijo menor de Primaleón y su esposa Gridonia. 

## Palmerines portugueses
4) Palmerín de Inglaterra (Primera parte), del portugués Francisco de Moraes. El texto impreso más antiguo de esta obra es una traducción española impresa en Toledo en 1547, aunque fue escrito originalmente en portugués. El libro pasa por alto Platir y continúa la acción del Primaleón. Narra las aventuras de Palmerín de Inglaterra y su hermano gemelo Floriano del Desierto, hijos del príncipe don Duardos de Inglaterra y de su esposa Flérida, hija de Palmerín de Oliva y hermana de Primaleón.
5) Palmerín de Inglaterra (Segunda parte), del portugués Francisco de Moraes. El texto impreso más antiguo de esta obra es una traducción española impresa en Toledo en 1548, aunque fue escrito originalmente en portugués. Narra nuevas aventuras de Palmerín de Inglaterra y Floriano del Desierto. 
6) Duardos de Bretaña (tercera y cuarta parte del Palmerín de Inglaterra, impreso en 1582), del portugués Diogo Fernandes. No fue traducido al español. Narra las aventuras de Duardos de Bretaña, hijo de Palmerín de Inglaterra y su esposa Polinarda.
7) Clarisol de Bretaña (quinta y sexta parte del Palmerín de Inglaterra, impreso en 1598), del portugués Baltasar Gonsalves Lobato. No fue traducido al español. Narra las aventuras de Clarisol de Bretaña, hijo de Duardos de Bretaña.
8) Crónica de Don Duardos de Bretaña (primera, segunda y tercera partes, manuscritas, sin data), del portugués don Gonçalo Coutinho, conservado en 17 manuscritos. Es continuación de la Segunda parte de Palmerín de Inglaterra.

## Palmerines italianos
9) El caballero Flortir, de Mambrino Roseo (impreso en 1554). Es continuación de Platir, y narra las aventuras de Flortir, hijo de Platir y de su esposa Florinda, hija del rey de Lacedemonia.
10) Tercer libro de Palmerín de Inglaterra (El tercer libro de los valerosos caballeros Palmerín de Inglaterra y Floriano del Desierto su hermano), de Mambrino Roseo (impreso en 1559).  Es continuación de la Segunda parte de Palmerín de Inglaterra.
11) La cuarta parte del libro de Primaleón (Darineo de Grecia), de Mambrino Roseo (1560). Es continuación de Primaleón, el segundo libro castellano, y narra las hazañas de Darineo de Grecia, hijo primogénito de Primaleón. 
12) Segundo libro de Palmerín de Oliva, de Mambrino Roseo (impreso en 1560), adición al primer libro castellano.
13) La Segunda parte de Platir (La segunda parte y adjunta nuevamente encontrada al libro de Platir) de Mambrino Roseo (impreso en 1560), presentada como adición al tercer libro castellano, aunque en realidad continúa la acción del Darineo de Grecia.
14) El segundo libro de Flortir (Libro segundo del valeroso caballero Flortir), de Mambrino Roseo (impreso en 1560), presentada como continuación de El caballero Flortir, aunque en realidad lo es de la Segunda parte de Platir.
15) Historia de las gloriosas empresas de Polendos, hijo de Palmerín de Oliva (impreso en 1566), de Pietro Lauro. Es continuación de Primaleón, el segundo libro castellano, y narra las hazañas de Polendos, medio hermano de Primaleón, y de Pompides, hijo extramatrimonial del príncipe don Duardos de Inglaterra, esposo de Flérida, hermana de Primaleón.

## Ediciones modernas delPalmerín de Oliva
Existe una edición moderna del texto: Palmerín de Olivia : (Salamanca, (Juan de Porras), 1511) / edición y apéndices de Giuseppe di Stefano ; texto revisado con la colaboración de Daniela Pierucci, Alcalá de Henares (Madrid) : Centro de Estudios Cervantinos, 2004.